# Балка Суходіл
Балка Суходіл (рос. Балка Суходол; б. Суходол) — бала (річка) в Україні у Сорокинському й Краснодонському районах Луганської області. Права притока річки Сіверського Дінця (басейн Азовського моря).

## Опис
Довжина балки приблизно 10,40 км, найкоротша відстань між витоком і гирлом — 8,83  км, коефіцієнт звивистості річки — 1,18 . Формується декількома балками та загатами. На деяких ділянках балка пересихає.

## Розташування
Бере початок на північно-західній стороні від села Малий Суходіл. Тече переважно на північний схід і у північній частині села Великий Суходіл впадає у річку Сіверський Донець, праву притоку Дону.

## Цікаві факти
- У минулому столітті на південно-західній стороні від витоку балки створено шахту Суходільську-Східну[2], а у селі Великий Суходіл існував 1 газгольдер та 1 газова свердловина[2].